# Фабене, Фабио
Фабио Фабене (итал. Fabio Fabene; род. 12 марта 1959, Рим, Италия) — итальянский прелат и ватиканский куриальный сановник. Заместитель генерального секретаря Синода епископов с 8 февраля 2014 по 18 января 2021. Титулярный епископ Аквипендиума с 8 апреля 2014 по 28 февраля 2017. Титулярный епископ Монс Фалискуса с 28 февраля 2014. Секретарь Конгрегации по Канонизации Святых с 18 января 2021 по 5 июня 2022. Секретарь Дикастерии по Канонизации Святых с 5 июня 2022.